# Diocèse d'Amiens
Le diocèse d’Amiens (en latin : Dioecesis Ambianensis) est un diocèse de l'Église catholique en France. Gérard Le Stang est l'actuel évêque. Le diocèse d'Amiens est un des diocèses historiques de Picardie.

## Histoire

### Fondation et développement

Diocèse d'Amiens d'avant 1789.

Selon la tradition catholique, le diocèse d'Amiens a été fondé par saint Firmin, chrétien d'Hispanie qui aurait été exécuté par les Romains. Il est le patron du diocèse.
Érigé au cours du IVe siècle comme évêché dont le siège est situé à Amiens, chef-lieu de cité, le diocèse couvre le territoire de la civitas des Ambiens. Le premier évêque d'Amiens dont le nom est assuré est Eulogius, mentionné sur la liste du pseudo-concile de Cologne en 346,. Par la suite, aucun évêque amiénois n'est sûrement attesté jusqu'en 511, date de la participation d'Edibius, évêque des Ambiens au VIe siècle, au concile d'Orléans,. Pour Jean Lestocquoy, les lacunes dans les listes épiscopales des diocèses de la Belgique seconde entre les IVe et les Ve siècles s'expliquent vraisemblablement par l'absence de diocèse dans les régions concernées, les missionnaires s'attachant à l'une ou l'autre des civitates selon les besoins de leur mission d'évangélisation. L'installation de chrétiens dans la région d'Amiens est précoce : des inscriptions paléochrétiennes ont été découvertes dans le cimetière Saint-Acheul. La mémoire de cette implantation a été conservée et le cimetière est considéré, dès le Xe ou le XIe siècle, comme le berceau mythique de la communauté chrétienne dans la région. 
Les archives épiscopales ayant été détruites par les Normands lors des nombreux raids qu'ils mènent à Amiens au cours de la deuxième moitié du IXe siècle, il est difficile de retracer l'histoire des débuts du diocèse à partir des seules sources écrites. Une charte de 850 révèle l'existence à Amiens d'un ensemble épiscopal composé d'au moins deux églises à l'angle nord-est de la ville fortifiée, retranchée, depuis la fin du IIIe siècle, ou le début du IVe siècle, derrière une enceinte fortifiée d'environ 20 hectares. Placées sous le vocable de la Vierge et de saint Firmin, ces édifices religieux sont, selon Didier Bayard, construits sur l'emplacement de la cathédrale actuelle. En effet, des fouilles archéologiques ont mis au jour des inscriptions funéraires des VIIe et VIIIe siècles au sud de la cathédrale, rue Cormont, et à l'ouest, sous le parvis. En outre, Didier Bayard rejette la tradition, formée au VIIIe ou IXe siècle, selon laquelle la première église amiénoise se trouve dans le cimetière Saint-Acheul où serait enterré saint Firmin. D'autres bâtiments, situés au nord-est du castrum, complètent l'ensemble épiscopal : un Hôtel-Dieu, fondé au XIe siècle, et un palais épiscopal. D'après Didier Bayard, le groupe épiscopal fait l'objet de travaux importants au cours du VIe siècle.

### Époque moderne
En 1790, le diocèse d'Amiens compte 1201 prêtres. Parmi ceux-ci, 51,20 % acceptent la Constitution civile du clergé, votée le 12 juillet 1790, et prêtent serment. Ils représentent les prêtres constitutionnels. Dès 1791, des membres du clergé sont victimes de violence. Selon l'historien Robert Legrand, ces violences s'expliquent par la hausse des prix et la disette. A partir de février 1790, les couvents sont fermés et les ordres religieux supprimés. Par le décret du 18 septembre 1794, Pierre-Joseph Cambon fait supprimer le budget des cultes, ce qui provoque la fin de l’Église assermentée.
De 1790 à 1801, Amiens fut le siège épiscopal du diocèse de la Somme, un des quatre-vingt-trois diocèses de l'Église constitutionnelle créés par la constitution civile du clergé.

### Ère contemporaine

#### Création de l'association diocésaine
À la suite de la promulgation en 1905 de la loi de séparation des Églises et de l'État, les établissements publics du culte, structures de droit public chargés de la gestion des lieux de culte, sont supprimés au profit des associations cultuelles, qui relèvent de la loi de 1901 sur les associations. Comme l'ensemble des diocèses de France, Amiens refuse de se constituer en association cultuelle, ouvrant une période d'insécurité juridique pour l'Église catholique en France.  
Selon Philippe Portier, ce refus s'explique par deux raisons : il est « théologiquement inconcevable pour le pape que l’Église perde son statut de droit public et soit ainsi dissociée de l’État ». En outre, elle juge que les dispositions de la loi ne garantissent pas l'organisation hiérarchique de l'institution, craignant notamment que les laïcs ne profitent du flou de l'article 4 sur l'organisation des associations cultuelles pour constituer des structures parallèles, et prendre le pouvoir. 
La reprise du dialogue entre la République française et le Saint-Siège à partir de 1920, initie un échange de lettres entre Raymond Poincaré, président du Conseil, et  Bonaventura Cerretti, nonce apostolique à Paris, au sujet des associations cultuelles. Ces discussions aboutissent en 1924 à la conclusion des accords Poincaré-Cerretti, qui permettent la création des associations diocésaines, reconnaissant que les évêques sont à la tête de ces structures. Dans le sillage de ces accords, le diocèse d'Amiens met en place en décembre 1924 une association diocésaine chargée de « subvenir aux frais et à l'entretien du culte catholique ».

#### Crise des vocations
Comme dans d'autres diocèses de France, les recrutements sacerdotaux se tarissent à partir des années 1960. En mai 1961, l'évêque d'Amiens, René-Louis Stourm supprime la messe dominicale dans 108 églises rurales, afin de réaffecter les prêtres du diocèse dans les paroisses urbaines et dans les aumôneries de collèges et de lycées. L'année suivante, René-Louis Stourm annonce la fermeture du grand séminaire d'Amiens pour octobre 1962 : les 15 séminaristes terminent leurs études au grand séminaire de Soissons. Dix ans auparavant, le séminaire accueillait 60 séminaristes.
Pour faire face au manque de prêtres, le diocèse favorise depuis les années 2000 la participation des laïcs à l'exercice de la charge pastorale. En 2008, il met en place des équipes de conduite pastorale (ECP), constituées de cinq laïcs élus pour trois ans par l'assemblée paroissiale lors d'un vote à bulletins secrets, dans les 49 paroisses nouvelles. Ils partagent avec le curé la charge pastorale de la paroisse, autour de cinq missions : « annoncer, célébrer, servir, gérer les deniers ou coordonner l'équipe ». En 2014, le diocèse compte 35 prêtres en activité, dont cinq prêtres coréens et trois prêtres africains, pour 500 000 habitants. Sept ans plus tard, le diocèse dénombre 43 prêtres en activité, dont 22 étrangers, 18 diacres et quatre séminaristes.

#### Nouvelle évangélisation
Sous l'impulsion de l'association Chrétiens-Médias Somme, le diocèse d'Amiens investit le web en 1999 en créant un site internet. Le site, hébergé sur le domaine de la Conférence des évêques de France, est mis en ligne le 21 mai 1999, lors du week-end de la Pentecôte. Le mouvement est général au sein de l’Église catholique en France : entre 1996 et 2001, 90 des 95 diocèses français se dotent d'un site internet.
En mars 2015, le diocèse d'Amiens inaugure un nouveau site internet, qui n'est plus hébergé par la Conférence des évêques de France. Le diocèse dispose également des comptes institutionnels sur différents réseaux sociaux comme Twitter, Facebook et YouTube.

#### Synode de 2018
En 2017, Olivier Leborgne convoque un synode diocésain. Porté par 650 groupes de réflexion, il réunit les fidèles baptisés de la Somme. En avril 2018, ils soumettent 630 propositions à l'assemblée synodale. Les décrets synodaux sont publiés en septembre 2018 dans la lettre pastorale intitulée « A Dieu tout est possible »,. Parmi les 12 propositions retenues, une école diocésaine pour servir l'évangélisation, animée par une équipe de laïcs itinérants, propose aux communautés chrétiennes qui le demandent de les accompagner à élaborer leur projet à vocation missionnaire.

#### Pandémie de Covid-19
Dès le début du premier confinement, le diocèse d'Amiens met en place une cellule d'écoute à destination des personnes isolées, chrétiennes ou non, animée par une équipe d'une quarantaine de bénévoles. Toutefois, mal connue, elle ne reçoit qu'une dizaine d'appels par semaine entre mars et avril 2020.
En conséquence du confinement, le diocèse d'Amiens voit en 2020 ses recettes diminuer de près de 40 % par rapport à l'année précédente, ce qui représente une perte de près de 500 000 euros. En effet, avec la fermeture des églises, le diocèse est privé des revenus de la quête, du casuel et des offrandes de messe, ceux-ci représentant respectivement 23 %, 11 % et 7 % des ressources d'un diocèse en France.

#### Nouvelle trame paroissiale
Au terme de l'assemblée diocésaine d'avril 2024, l'évêque d'Amiens annonce la réorganisation des paroisses du diocèse autour de six champs missionnaires, remplaçant les 14 secteurs paroissiaux qui faisaient office de doyennés. Les 49 paroisses du diocèse restent en place, conservant leur organisation spécifique. Selon l'abbé Nicolas Jouy, vicaire général, la réforme est nécessaire pour faire face au manque de prêtre, tout en assurant « une plus grande proximité avec les communautés locales ». La réforme entre en vigueur en septembre 2024.

#### Hausse des catéchumènes
Depuis le début des années 2020, le nombre d'adultes qui souhaitent recevoir le baptême est en hausse constante dans le diocèse d'Amiens : en 2022, 38 adultes sont baptisés, en 2023, 52 et en 2024, 75. Cette augmentation, de l'ordre de 30 % entre 2023 et 2024, est dans la moyenne des autres diocèses français. En 2025, 111 adultes reçoivent le baptême, dont 68 femmes et 43 hommes. Parmi eux, 83 % ont moins de 40 ans, et 45 % entre 17 et 25 ans. D'après Blandine Brandicourt, responsable du service du catéchuménat du diocèse d'Amiens, cette hausse des catéchumènes s'explique par plusieurs facteurs, et notamment une recherche de sens, l'impact de l'isolement provoqué par la pandémie de Covid-19 et l'influence des réseaux sociaux. Pour l'évêque d'Amiens, Gérard Le Stang, ce phénomène relève du mystère de la foi, mais il note également une influence de l'islam chez les jeunes en recherche religieuse. Selon Sarah Belouezzane et Benoît Vitkine, journalistes pour Le Monde, les jeunes qui demandent le baptême le font tout autant par mimétisme avec l'islam que par affirmation identitaire.

## Territoire
Jusqu'à la Révolution, le diocèse d'Amiens recouvre les limites géographiques de l'ancienne cité des Ambiens au sein de la province de Gaule Belgique. Il confine au nord avec le diocèse de Boulogne, au nord-est avec le diocèse d'Arras, à l'est avec le diocèse de Noyon, et au sud avec les diocèses de Beauvais et de Rouen. Depuis le Xe siècle au moins,, le diocèse d'Amiens est divisé en deux archidiaconés, ceux d'Amiens et du Ponthieu, respectivement subdivisés en 13 et 8 doyennés. Selon Bernard Guillemain, le diocèse compte au XIVe siècle 750 paroisses, 27 personnats, 283 chapellenies, une vingtaine d'abbayes d'hommes, six de femmes et 57 prieurés. En 1730, le diocèse compte 778 paroisses. Ce territoire évolue très peu au cours du temps. 
En 1789, le diocèse couvre l'Amiénois, le Ponthieu et le Vimeu, trois pays traditionnels de Haute-Picardie. Les dispositions de la Constitution civile du clergé, adoptée par l'Assemblée nationale le 12 juillet 1790, font coïncider les limites du diocèse avec celles du département de la Somme. Le diocèse perd une partie de son territoire au nord, enclavée entre la Canche et l'Authie, au profit du diocèse d'Arras, mais il récupère le quart nord-ouest du diocèse de Noyon. En outre, le diocèse de la Somme est compris dans la métropole des Côtes de la Manche, dont le siège est à Rouen.
Par la bulle du 29 novembre 1801, le pape Pie VII supprime les 135 sièges épiscopaux situés en France avant 1789. Dissous, le diocèse d'Amiens est recréé par la loi sur l'organisation des cultes du 8 avril 1802, et ses limites géographiques, modifiées. En plus du département de la Somme, le diocèse couvre le territoire des anciens diocèses de Beauvais et de Noyon. Après avoir été suffragant de l'archidiocèse métropolitain de Reims, puis de Rouen, Amiens devient suffragant de la métropole de Paris. Par la bulle pontificale Paternae Caritatis du 6 octobre 1822, rendue exécutoire par l'ordonnance royale du 31 octobre suivant, le pape Pie VII rétablit le siège épiscopal de Beauvais pour le département de l'Oise. Le diocèse d'Amiens ne couvre plus que le département de la Somme, et redevient suffragant de l'archidiocèse de Reims. 
Le diocèse relève de la province ecclésiastique de Reims qui couvre les régions Champagne-Ardenne et Picardie.

## Organisation

### Sur le plan canonique
En tant qu'évêché, le diocèse d'Amiens est défini par le Code de droit canonique comme l'ensemble des catholiques de la Somme, gouverné par un évêque, en collaboration avec le presbyterium,. 
L'évêque d'Amiens est assisté dans son gouvernement par au moins deux conseils obligatoires : le conseil presbytéral, qui représente l'ensemble des prêtres du diocèse, et le conseil pour les affaires économiques, sociales et juridiques, composé d'au moins trois fidèles, nommés par l'évêque pour un mandat de cinq ans. Ces derniers aident l'évêque dans la gestion des affaires financières et des biens du diocèse,,. 
Le diocèse d'Amiens compte également plusieurs conseils, considérés comme facultatifs par le Code de droit canonique : le conseil épiscopal, constitué des vicaires généraux, des vicaires épiscopaux et des responsables des services diocésains, le collège des consulteurs, composés de membres choisis parmi le conseil presbytéral,, le conseil pastoral, réunissant au moins une fois par an clercs, religieux et laïcs « spécialement choisis » par l'évêque,, et enfin, le conseil diocésain de la vie religieuse. Toutefois, le rôle des conseils de l'évêque est purement consultatif, celui-ci étant libre de ses décisions.

### Sur le plan civil
En droit français, l'association diocésaine, association cultuelle dont l'objet exclusif est de subvenir aux frais et à l'entretien du culte, est le support juridique du diocèse. L'évêque est le président de droit du conseil d'administration de l'association. Pour l'administration de leurs biens, les diocèses ont également recours aux sociétés civiles immobilières. Le diocèse d'Amiens créé ainsi la SCI diocésaine Jean XXIII en 2002. Bien qu'elles jouissent d'une reconnaissance canonique, les paroisses ne disposent pas de personnalité juridique civile, étant simplement considérées comme des établissements particuliers du diocèse. Pour conserver des biens n'entrant pas dans l'objet statutaire de l'association diocésaine, les paroisses se constituent habituellement en association loi 1901.

## Finances
En raison de la diminution du nombre des fidèles, les ressources du diocèse sont de plus en plus fragiles. Dans les années 2000, le diocèse rationalise ses dépenses et cherche de nouvelles recettes pour maintenir l'équilibre budgétaire. Il mène en particulier une politique active en matière de communication et parvient en six ans, entre 2005 et 2011, à augmenter le montant du denier du culte de 30 %. En parallèle, le diocèse vise à réduire sa dépendance aux revenus des legs pour boucler le budget à l'équilibre. En effet, comme beaucoup d'autres diocèses en France, Amiens est régulièrement en déficit de fonctionnement. Ainsi, entre 2013 et 2023, l'association diocésaine d'Amiens présente à neuf reprises un résultat d'exploitation négatif, parvenant à conserver un résultat net positif grâce aux produits financiers et aux produits exceptionnels comme les legs,.  
| En euros                    | 2013      | 2014     | 2015     | 2016       | 2017     | 2018     | 2019     | 2020    | 2021     | 2022    | 2023     |
| --------------------------- | --------- | -------- | -------- | ---------- | -------- | -------- | -------- | ------- | -------- | ------- | -------- |
| Résultat d'exploitation (€) | −954 296  | −768 253 | −691 517 | −1 093 940 | −937 939 | −864 960 | −943 847 | 48 850  | −314 502 | 220 636 | −251 863 |
| Résultat net (€)            | 1 789 284 | 503 344  | 225 229  | −169 863   | 716 865  | 61 605   | 57 307   | 575 992 | −328 196 | 196 833 | 364 193  |

## Patrimoine
Le patrimoine du diocèse comprend l'ensemble des biens mobiliers et immobiliers destinés à lui fournir les moyens nécessaires à la poursuite de son activité,. Le patrimoine immobilier des diocèses est de trois types : les biens à usage cultuel, les églises construites après 1905, les biens à usage pastoral, les presbytères, les salles de réunions ou les locaux à usage culturel, et les biens à usage locatif. Un diocèse n'a pas vocation à conserver un bien qui n'est plus utile à l'accomplissement de sa mission. Ainsi en 2011, les revenus locatifs ne représentent en moyenne que 3% des ressources des diocèses, soit 23 millions d'euros.
En 2023, le département de la Somme compte entre 800 et 850 églises, dont quatre sont fermées pour des raisons de sécurité : l'église Saint-Martin de Maurepas, l'église Saint-Jean Baptiste d'Allonville, l'église de Roisel, et l'église Saint-Germain d'Amiens. Depuis février 2024, l'église Saint-Médard de Domart-en-Ponthieu est également fermée au public,. En 2021, sur la huit-centaine d'églises que compte le département, quatre sont la propriété du diocèse, contre 13 dans le département de l'Oise et 22 dans le département de l'Aisne.
Au cours du XXe siècle, deux églises samariennes ont été détruites : l'église Saint-Jacques de l'Étoile, victime de deux incendies, un en 1977 et un en 1991, et jamais reconstruite, et l'église Saint-Jacques d'Abbeville, détruite en 2013. Depuis 1905, le diocèse d'Amiens recense près d'une dizaine d'églises désacralisées dans le département de la Somme. 
Dans un inventaire réalisé en 2002 par le service de l'inventaire général du patrimoine culturel de la région Picardie, Isabelle Barbedor relève 67 églises, dont 20 bâtiments détruits, sur le territoire de la communauté d’agglomération Amiens Métropole. Au sein du corpus étudié, sept églises ont été construites au XXe siècle

### Cathédrale et basiliques
La cathédrale Notre-Dame d'Amiens est l'église cathédrale du diocèse d'Amiens. Elle est une basilique mineure.
L'autre basilique mineure du diocèse est la basilique Notre-Dame de Brebières à Albert.

### Maison Saint François de Sales
La maison Saint François de Sales est la fusion de l'évêché, du centre diocésain et du centre spirituel Saint-François-de-Sales dans l'ancien monastère de la visitation d'Amiens, ce projet est lancé par Jean-Luc Bouilleret puis Olivier Leborgne pose la première pierre en 2014.

## Communautés religieuses

### Époque contemporaine
Depuis la Révolution, le diocèse d'Amiens a accueilli une seule nouvelle fondation monastique, la congrégation Notre-Dame d'Espérance à Croixrault, fondée en 1966 par Henri-Marie Guilluy, ancien maître des novices de l'abbaye Saint-Paul de Wisques, pour recevoir les hommes en situation de handicap ou en mauvaise santé qui souhaitent devenir moines.
En 2025, le diocèse d'Amiens compte 16 religieux, membres d'instituts, de congrégations masculines ou de société de vie apostolique. Parmi ces religieux, 9 ont été ordonnés prêtres. Le diocèse compte également 109 religieuses, membres de 12 congrégations, dont un ordre contemplatif, les Carmélites.
Les relations entre l'évêque et les instituts de vie consacrée de son diocèse sont d'abord déterminées par la forme de droit dont ils relèvent. Les instituts de vie consacrée et les sociétés de vie apostolique sont de deux types : de droit diocésain ou de droit pontifical. Les fondations de type diocésaine dépendent de l'autorité d'un évêque, tandis que celles de type pontificale relèvent du Dicastère pour les instituts de vie consacrée et les sociétés de vie apostolique. Toutefois, les instituts de vie consacrée qui s'étendent en dehors du diocèse d'origine restent toujours sous l'autorité de l'évêque qui en a autorisé la création, en concertation avec les autres évêques concernés pour les affaires d'importance. 
Dans les deux cas, l'évêque doit promouvoir la vie consacrée dans son diocèse. Le Directoire pour le ministère pastorale des évêques précise que les personnes consacrées « sont soumises à l'autorité pastorale de l'évêque en tant que maître de la foi et responsable de l'observance de la discipline ecclésiastique universelle, gardien de la vie liturgique et modérateur de tout le ministère de la parole ».

## Évêques

### Évêques originaires du diocèse d’Amiens
- Paul-Marie Guillaume, évêque émérite de Saint-Dié
- Jean-Paul Gusching, évêque de Verdun